# Laguna Kakel Huincul
Laguna Kakel Huincul är en sjö i Argentina.   Den ligger i provinsen Buenos Aires, i den sydöstra delen av landet, 250 km söder om huvudstaden Buenos Aires. Laguna Kakel Huincul ligger 6 meter över havet.
Trakten runt Laguna Kakel Huincul består i huvudsak av gräsmarker. Runt Laguna Kakel Huincul är det mycket glesbefolkat, med 4 invånare per kvadratkilometer.